# 营盘街道 (太原市)
营盘街道，是中华人民共和国山西省太原市小店区下辖的一个乡镇级行政单位。

## 行政区划
营盘街道下辖以下地区：
南十方张家巷社区、东岗路一社区、东岗路二社区、并州南路一社区、并州南路二社区、并州南路三社区、并州南路西一巷社区、并州南路西二巷社区、体育路一社区、体育路二社区、南内环街一社区、南内环街二社区、长治路一社区、长治路二社区、长治路三社区、平阳路一社区、平阳路二社区、平阳路三社区、王村社区、狄村社区和寇庄社区。